# Jang Jae-hyeon
Jang Jae-hyeon (hangeul : 장재현 ; RR : Jang Jae-hyeon ; MR : Chang Chaehyŏn) est un réalisateur et scénariste sud-coréen, né en 1981.

## Biographie
Dans les années 2010, Jang Jae-hyeon travaille comme assistant réalisateur sur la superproduction historique Masquerade (2012), avant de réellement percer avec son court métrage 12th Assistant Deacon (2014) qui remporte le prix du meilleur film au festival Mise-en-scène de court métrage (en) dans la section « The Extreme Nightmare », et de meilleur réalisateur (dans la section coréenne de court métrage) au festival international du film de Jeonju en 2014.
Grâce à ces récompenses, il réalise son premier long métrage The Priests (2015) - un thriller mystérieux et surnaturel qui connait le succès en attirant plus de 5,4 millions de spectateurs. Il déclare : « J'ai eu un sentiment étrange quand j'ai vu un prêtre qui attendait avec anxiété quelqu'un depuis la fenêtre d'un restaurant à service rapide. The Priests est né comme cela »,,,.

## Filmographie

### Réalisateur

#### Longs métrages
- 2015 : The Priests (검은 사제들)
- 2019 : Svaha: The Sixth Finger (사바하)
- 2024 : Exhuma (파묘)

#### Courts métrages
- 2009 : Maley from India (인도에서 온 말리)
- 2010 : Bus (버스)
- 2014 : 12th Assistant Deacon (12번째 보조사제)

### Scénariste

#### Longs métrages
- 2017 : House of the Disappeared (en) (시간위의 집) de Lim Dae-woong
- 2015 : The Priests (검은 사제들) de lui-même
- 2019 : Svaha: The Sixth Finger (사바하) de lui-même
- 2024 : Exhuma (파묘) de lui-même

#### Court métrage
- 2014 : 12th Assistant Deacon (12번째 보조사제) de lui-même

### Assistant réalisateur

#### Longs métrages
- 2011 : Themselves (바다) de Yun Tae-sik
- 2011 : S.I.U. (en) (특수본) de Hwang Byeong-gug
- 2012 : Masquerade (광해: 왕이 된 남자) de Choo Chang-min

## Récompenses
- Festival Mise-en-scène de court métrage (en) 2014 : meilleur film (12th Assistant Deacon)
- Festival international du film de Jeonju 2014 : meilleur réalisateur (12th Assistant Deacon)
- Director's Cut Awards 2016 : meilleur nouveau réalisateur pour The Priests